# Girolamo Imparato

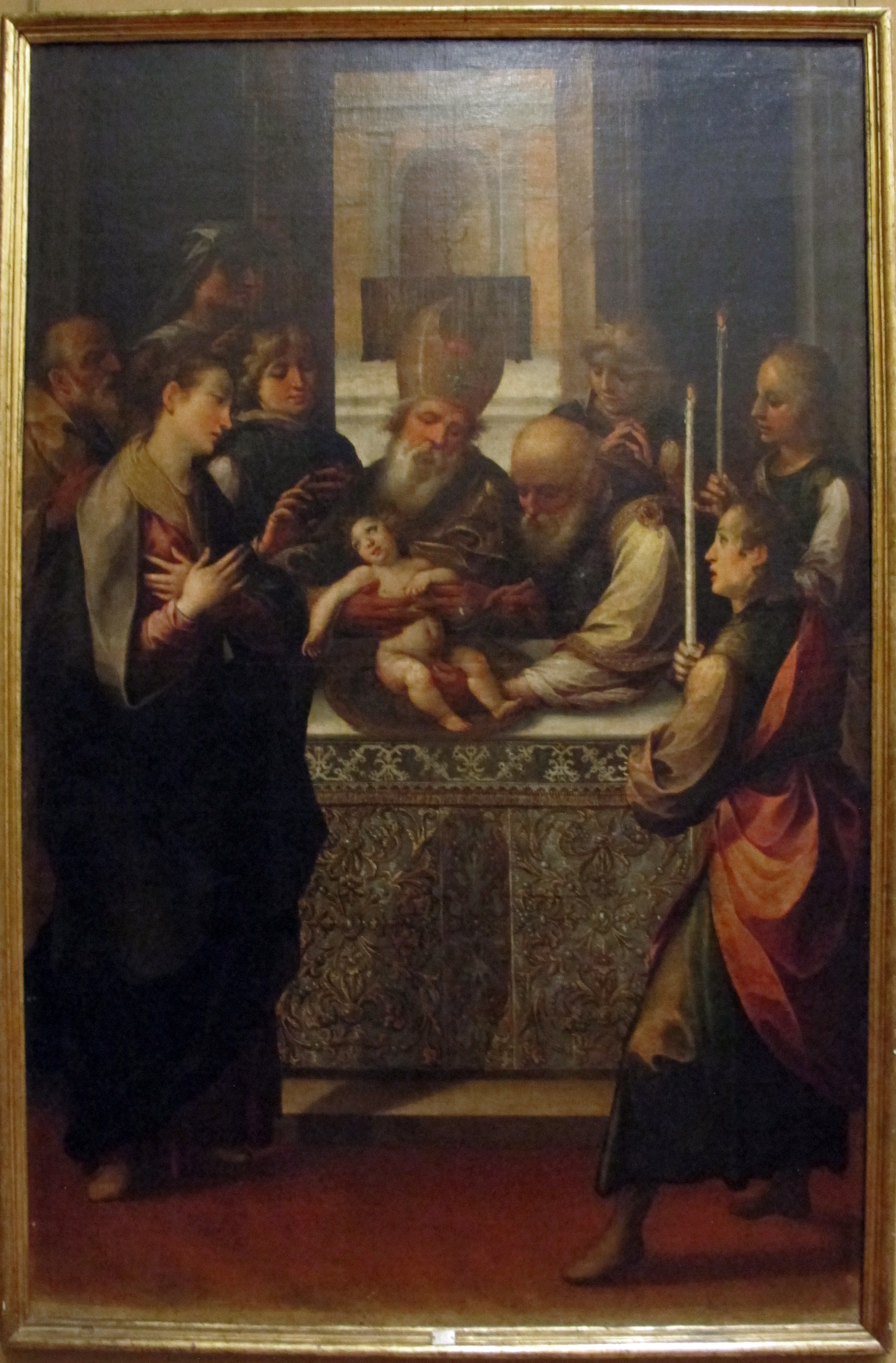
Girolamo Imparato: Circumcision, ca. 1606, Museo di Capodimonte, Neapel

Girolamo Imparato (oder Imperato) (* um oder nach 1550; † zwischen 9. Juni und 27. August 1607 wahrscheinlich in Neapel) war ein italienischer Maler der neapolitanischen Schule.

## Leben
Das genaue Geburtsdatum von Girolamo Imparato ist nicht bekannt. Sein Vater Francesco (um 1530–um 1565) war ebenfalls Maler und möglicherweise ein Schüler von Criscuolo (laut De Dominici).
Auch über Girolamos Ausbildung sind bisher keine gesicherten Aussagen möglich. Die Anfangsgründe der Malerei lernte er vermutlich bei seinem Vater. Der nicht immer zuverlässige De Dominici meinte, Girolamo sei dann Schüler von Francesco Curia gewesen und habe angeblich Reisen nach Rom, Modena, Parma und Venedig unternommen; tatsächlich sind in Imparatos Werk Einflüsse von Correggio und Tizian erkennbar. In Venedig soll er sich mit Jacopo Palma il Giovane angefreundet haben. In jüngerer Zeit wiesen Abbate und Previtali auf die Möglichkeit hin, dass Girolamo Imparato auch in Neapel bei Silvestro Buono oder bei Marco Pino gelernt haben könnte.
Erste malerische Aufträge Girolamos sind für die 1570er Jahre nachgewiesen. Bekannt ist auch eine jahrzehntelange Verbindung (beruflicher Art) mit Giovanni Angelo D'Amato.
Zwischen 1587 und 1590 arbeitete Imparato gemeinsam mit Teodoro d’Errico und dem Dekorateur Giovanni Andrea Magliulo an der Kassettendecke der neapolitanischen Kirche Santa Maria Donnaromita. Dabei schuf Imparato für insgesamt 160 Dukaten die acht kleineren äußeren Szenen mit Geschichten und Wundern der Jungfrau Maria und Johannes d. T. und auch einige (heute verlorene) Altarbilder.
Von da an erhielt er vermehrt von verschiedenen Mäzenen Aufträge für Andachts- und Altarbilder, die aber zum Teil verloren sind. Sein erstes erhaltenes signiertes und datiertes Gemälde ist die 1591 (zusammen mit D'Amato ?) entstandene Verkündigung, die sich heute in der Kirche Santa Maria dell'Olmo in Castiglione Cosentino befindet.
Seine mittlerweile erreichte berufliche Anerkennung spiegelt sich in seiner Ernennung zum maestro und console der Corporation der neapolitanischen Maler am 7. Januar 1592, zusammen mit d‘Errico und einigen anderen.

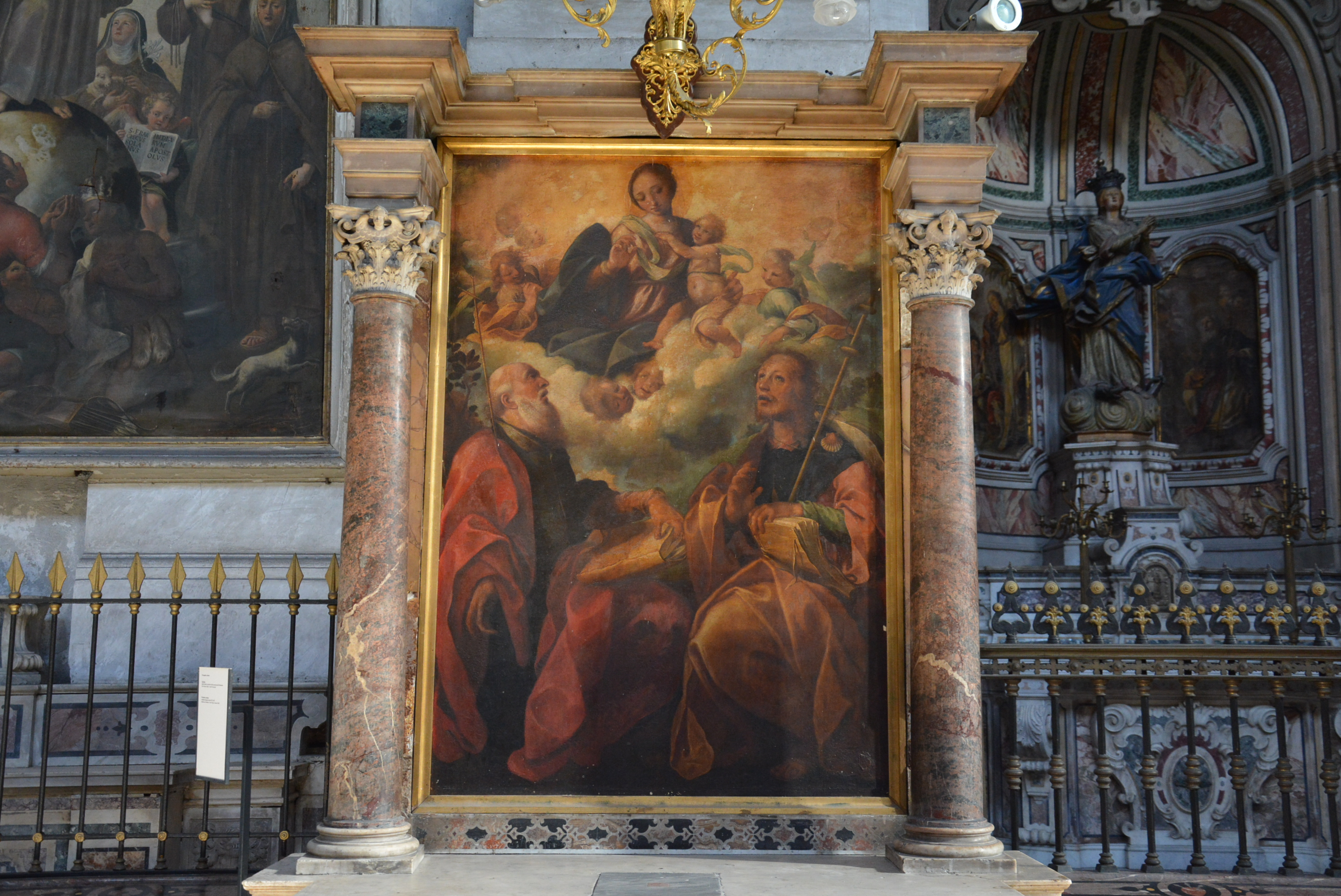
Altarbild Madonna mit Kind und Heiligen, ca. 1607, Santa Maria la Nova, Neapel

Im Auftrag des Vizekönigs Juan de Zúñiga, Conte di Miranda, wirkte Imparato etwa zur gleichen Zeit zusammen mit Wenzel Cobergher, Fabrizio Santafede und Giovanni Battista Cavagna am Hochaltar für das Kloster Santa Maria de la Vid bei Burgos in Spanien. Dabei schuf Imparato die Darstellung von Jesus unter den Schriftgelehrten und eine Visitation, die eine Replik derjenigen von Federico Barocci in der Chiesa Nuova in Rom ist. Überhaupt zeigt sich Imparato ab den 1590er Jahren stilistisch von Barocci beeinflusst. Eine Gemeinschaftsarbeit mit demselben Malerteam war auch ein Marienzyklus an der Kassettendecke der Santissima Annunziata von Neapel (1594), die jedoch im 18. Jahrhundert durch einen Brand zerstört wurde.
Girolamo erhielt außerdem einige wichtige Aufträge von den Jesuiten, für deren Kirche Gesù Nuovo er zwischen 1600 und 1602 die Ekstase des Hl. Ignatius und eine Geburt Jesu malte. Kurz darauf, im Jahr 1603, schuf er für die Kassettendecke von Santa Maria la Nova eine Himmelfahrt Mariä, und vier Jahre später auch drei Bilder für die Altäre im linken Seitenschiff.
Sein letztes bekanntes Bild ist das Martyrium des Hl. Petrus Martyr für die neapolitanische Kirche San Pietro Martire – ein Bild, das von De Dominici und einigen späteren Autoren irrtümlich für ein Werk des Vaters gehalten wurde. Kurze Zeit, nachdem er für dieses Gemälde am 9. Juni 1607 seinen Lohn bekommen hatte, muss Girolamo Imparato gestorben sein, denn bereits am 27. August 1607 übernahm Fabrizio Santafede offiziell einen ursprünglich an Imparato vergebenen Auftrag für eine Auferstehung Christi in Santa Maria la Nova.

## Werke

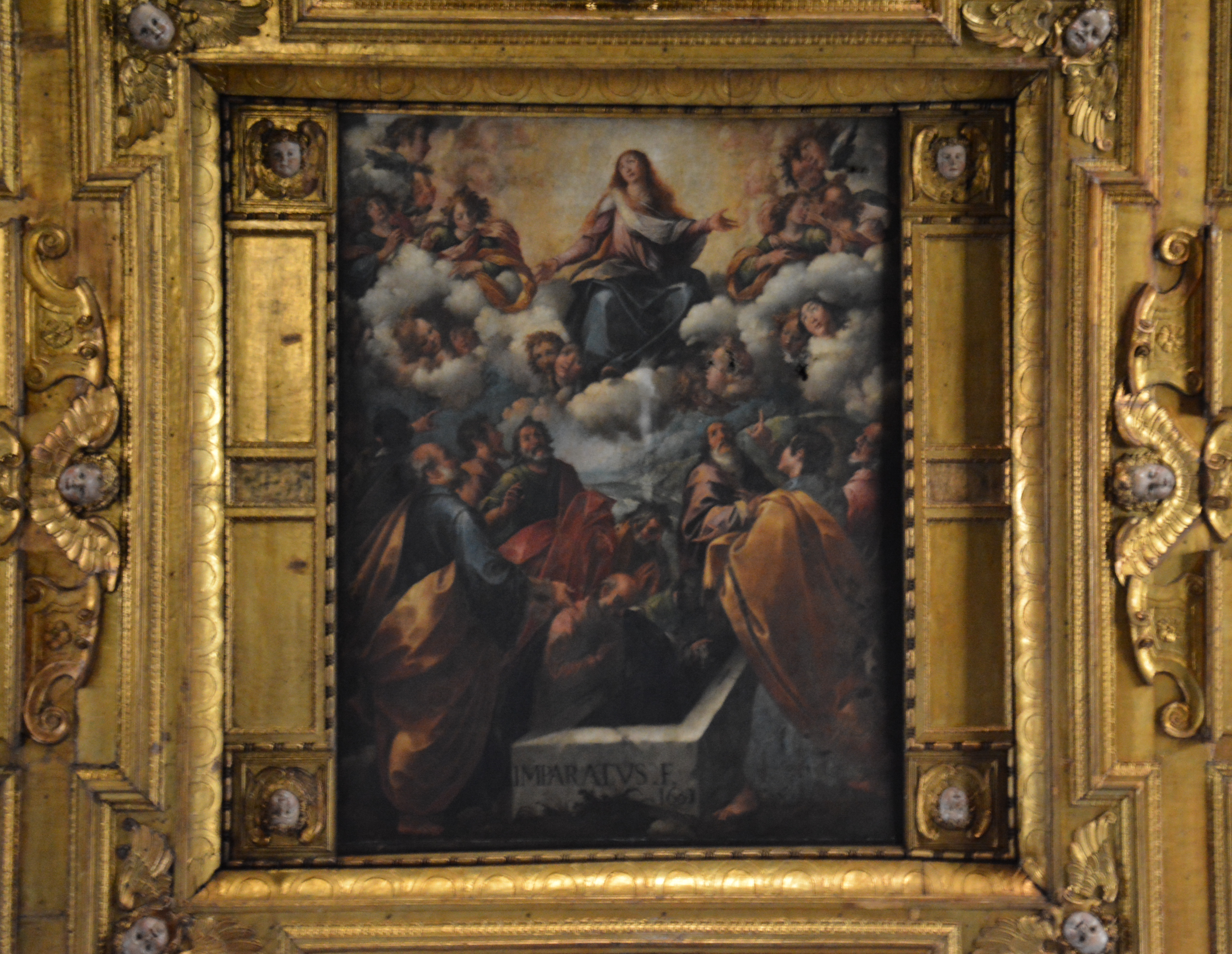
Himmelfahrt Mariä an der Decke von Santa Maria la Nova, Neapel

Es folgt eine Auflistung von signierten oder sicher dokumentierten Werken von Girolamo Imparato:

### Als authentisch gesicherte Werke
- 8 Szenen mit Geschichten und Wunder der Jungfrau Maria und Johannes d. Täufer an der Kassettendecke von Santa Maria Donnaromita, Neapel, 1587–1590 (Coproduktion mit Teodoro d'Errico und G. A. Magliulo)
- Verkündigung, Santa Maria dell'Olmo, Castiglione Cosentino, signiert und datiert 1591 (mit Giovanni Angelo D'Amato ?)
- Jesus unter den Schriftgelehrten und Visitation (nach Federico Barocci in der Chiesa Nuova, Rom), am Hochaltar von Santa Maria de la Vid bei Burgos (Gemeinschaftsarbeit mit Santafede, Cobergher und Cavagna)
- Polyptychon (Madonna mit Kind und den Hl. Bartholomäus, Franziskus, Petrus und Jacobus; in der Predella: Pietà und 6 Halbfiguren von Heiligen), in der Karmeliterkirche (Chiesa del Carmine), Cagliari, signiert und datiert 1594
- Grablegung Christi, Santi Severino e Sossio, Neapel
- Verkündigung, Chiesa del Gesù, Lecce, signiert und datiert 1596
- Madonna del Carmine mit den Hl. Franziskus von Assisi und Francesco di Paola, Cappella De Gallis in der Chiesa dello Spirito Santo, Neapel, vollendet Juni 1598
- Rosenkranzmadonna und Mysterien, Chiesa della Madonna del Lauro, Meta di Sorrento, bezahlt im März 1599 (zusammen mit G. A. D'Amato);
- Taufe Christi, Kathedrale von Massa Lubrense (bezahlt 5. April 1599)
- Extase des Hl. Ignatius, Cappella Carafa in Gesù Nuovo, Neapel (bezahlt 22. Januar 1601)
- Geburt Jesu, Cappella Fornaro in Gesù Nuovo, Neapel (bezahlt 5. Januar 1602)
- Allegorie der sieben Sakramente, Chiesa di Sant‘Elia in Pianisi bei Campobasso
- Himmelfahrt Mariä, an der Kassettendecke von Santa Maria la Nova, Neapel (Auftrag: 1603)
- drei Bilder für Altäre im linken Seitenschiff, Santa Maria la Nova, Neapel, 1607 (Vargas, 1988, S. 147 n. 28 und S. 150 n. 40)
- Circumcision, Museo di Capodimonte (Sammlung der Banco di Napoli), 1603–1606
- Immacolata, signiert und datiert 1607, Chiesa di San Raffaele, Vibo Valentia
- Martyrium des Hl. Petrus Martyr, Altarbild im rechten Querschiff von San Pietro Martire, Neapel (bezahlt am 9. Juni 1607)

### Zugeschriebene Werke
- San Girolamo, Chiesa del Gesù, Lecce (zugeschrieben)
- Beweinung des toten Christus, Confraternita del Carmine, Gallipoli (zugeschrieben)
- die Irdische Dreifaltigkeit, San Giuseppe dei Ruffi, Neapel (zugeschrieben)